# Café de Paris (Londres)

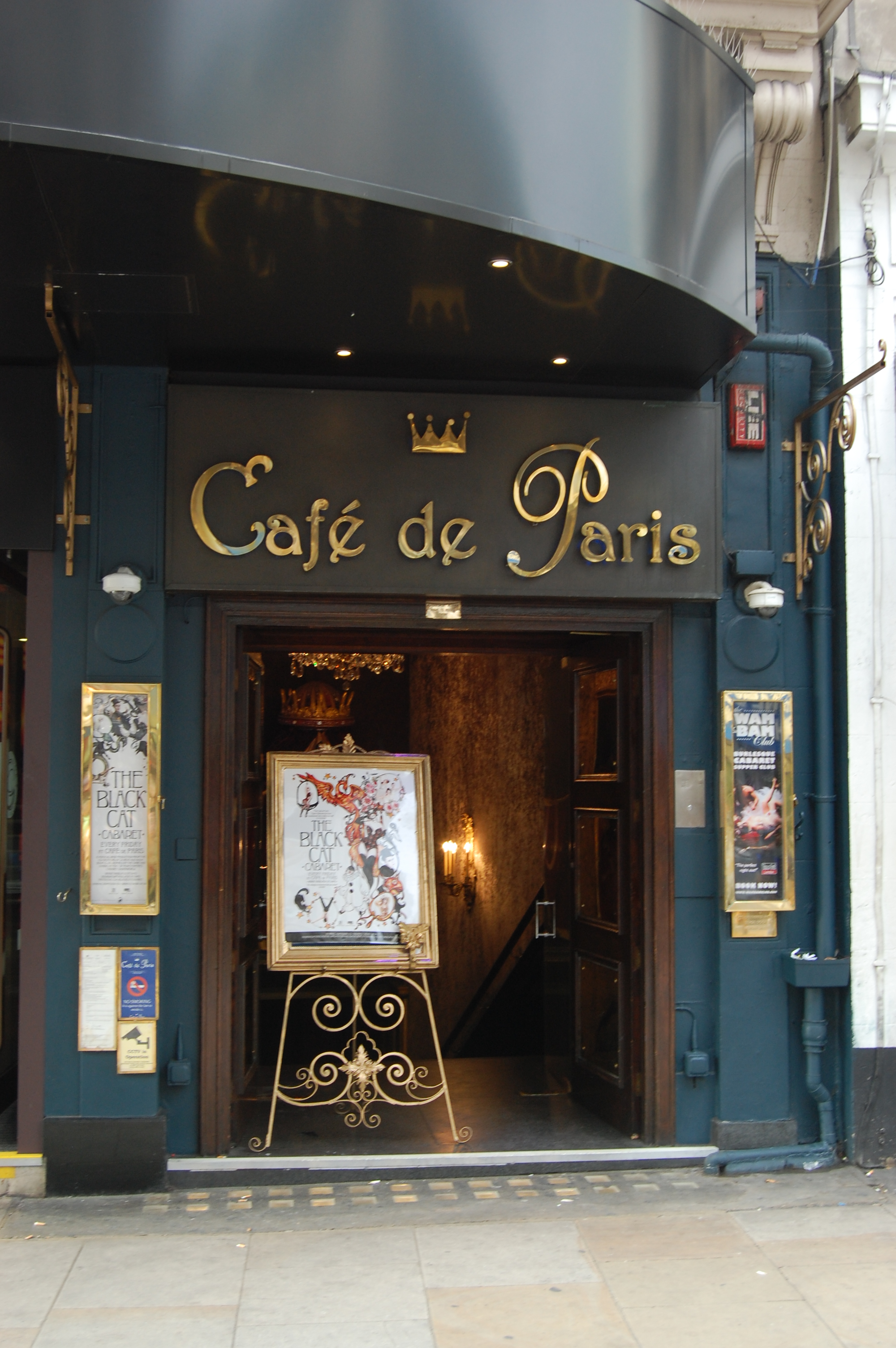
Entrada al club en 2013.

Café de Paris es un club nocturno de Londres, abierto en 1924, en el cual actuaron personas como Dorothy Dandridge, Marlene Dietrich, Harry Gold, Harry Roy, Ken Snakehips Johnson, Bert Ambrose, y Maxine Cooper Gomberg. Louise Brooks hizo historia mientras trabajaba en él en diciembre de 1924, introduciendo el Charlestón en Londres.
El Aga Khan y Lord Mountbatten eran frecuentes visitantes del Café.
Otros visitantes eran Orson Welles y Vivien Leigh.

## Actualidad
En la actualidad se ven personalidades como George Michael, Boy George o Naomi Campbell, mezcladas con otras como Mick Jagger., Andy Warhol. y Claus Von Bulow. quienes tratan de recrear el hedonismo de los locos años veinte.